# Светла велеграда
Светла велеграда (енгл. City Lights) је амерички неми романтично-хумористички филм из 1931. године, који је написао, режирао и продуцирао Чарли Чаплин, који је такође и тумачио главну улогу. Прича прати незгоде Чаплинове скитнице док се заљубљује у слепу девојку (Вирџинија Черил) и развија бурно пријатељство са милионером алкохоличаром (Хари Мајерс).
Иако су звучни филмови били у успону када је Чаплин почео да развија сценарио 1928. године, одлучио је да настави да ради са немом продукцијом. Снимање је почело у децембру 1928. и завршено је у септембру 1930. године. Ово је први филм код кога је Чаплин компоновао филмску музику за сопствену продукцију, а написао ју је за шест недеља са Артуром Џонстоном. Главна музичка тема, коришћена као лајтмотив за слепу цвећарку, је песма „La Violetera” („Ко ће купити моје љубичице”) шпанског композитора Хозеа Падиље. Падиља је успешно тужио Чаплина пошто га није потписао за филм.
Филм је остварио успех одмах по објављивању 30. јануара 1931. године, са позитивним критикама, а од изнајмљивања широм света је зарадио од више од 4 милиона долара. Данас га многи критичари сматрају не само највишим достигнућем Чаплинове каријере, већ и једним од најбољих филмова свих времена. Чаплинов биограф Џефри Венс верује да „Светла велеграда нису само ремек дело Чарлса Чаплина; она су чин пркоса” јер су премијерно приказана четири године након почетка ере звучних филмова, која је отпочела премијером Џез певача (1927). Године 1991. Конгресна библиотека је одабрала Светла велеграда за чување у Националном филмском регистру Сједињених Држава због „културолошког, историјског или естетског значаја”. Године 2007. Амерички филмски институт га је сврстао на 11. место на својој листи најбољих америчких филмова икада снимљених. Године 1949, критичар Џејмс Ејџи назвао је последњу сцену филма „најбољом глумом икада забележеном на целулоиду”.

## Радња
Грађани и званице окупљају се на откривању новог споменика „Мир и благостање”. Након свечаног говора вео се подиже са споменика, а испод њега откривају скитницу како спава у крилу једне од извајаних фигура. После неколико минута комедије, он успева да побегне од гнева скупине и обилази град. Он прекори двојицу младих продаваца новина који му се ругају због његове похабаности, и док се стидљиво диви нагој статуи доживљава скоро фаталан сусрет са лифтом на тротоару.
Скитница наилази на прелепу цвећарку на углу улице и док купује цвет схвата да је слепа; он је моментално очаран. Девојка за скитницу помисли да је богат човек када чује како се врата аутомобила са возачем залупе док он одлази.
Те вечери скитница спасава пијаног милионера од покушаја самоубиства. Милионер води скитницу – свог новог најбољег пријатеља – назад у своју вилу на шампањац, а затим (након још једног неуспелог покушаја самоубиства) на ноћ у граду. Након што је следећег јутра помогао милионеру да дође кући, он угледа цвећарку на путу до њеног угла. Добија нешто новца од милионера и сустиже је; купује све њено цвеће и вози је кући милионеровим колима.
Након што скитница оде, цвећарка прича својој баки о свом љубазном и богатом пријатељу. У међувремену, скитница се враћа у вилу, где га се милионер – сада трезан – не сећа и избацује. Касније тог дана, милионер је поново пијан и, угледавши скитницу на улици, позива га кући на раскошну забаву. Међутим, следећег јутра историја се понавља: милионер је поново трезан, те поново избацује скитницу.
Откривши да цвећарка није на свом уобичајеном углу улице, скитница одлази у њен стан, где чује како доктор говори баки да је девојка веома болесна: „Има температуру и потребна јој је пажљива нега”. Одлучан да помогне, скитница се запошљава као чистач улица.
На паузи за ручак, он девојци доноси намирнице док њена бака продаје цвеће. Да би је орасположио, чита јој новине наглас; у њима налази чланак о леку за слепило код једног бечког лекара. Девојка је срећна што ће моћи да га види, а скитница је нервозан због онога што би се могло догодити ако она прогледа и открије да он није богат човек каквог замишља. Такође проналази обавештење о избацивању из стана које је цвећаркина бака сакрила. Одлазећи, он обећава девојци да ће јој платити кирију.
Скитница се враћа на посао и добија отказ због честог кашњења. Један боксер га убеђује да се бори у инсценираном мечу; пустиће један другог и поделити новчану награду. Касније, боксер бежи сазнавши да ће га ускоро ухапсити, те га замењује борац који не жели да подели награду. Упркос креативним и спретним напорима скитнице да се држи ван домашаја, други борац га нокаутира.
Скитница се по трећи пут сусреће са пијаним милионером и поново је позван у његову вилу. Скитница прича о цвећаркиној невољи и милионер му даје новац за њену операцију. Провалници који су се крили у кући нокаутирају милионера и узимају му остатак новца. Полиција проналази скитницу са новцем који му је дао милионер, који се због ударца по глави не сећа да му га је дао. Скитница избегава полицију довољно дуго да однесе новац девојци, говорећи јој да ће отићи на неко време; нешто касније бива ухапшен и затворен.
Неколико месеци касније, скитница је пуштен. Он одлази до девојчиног уобичајеног угла, али ње нема. Сазнаје да девојка – која сада види – води успешну цвећару са својом баком. Ипак, она није заборавила свог тајанственог добротвора, за кога замишља да је богат и згодан: када елегантан младић уђе у радњу, на тренутак се запита да ли се „он” вратио.
Скитница случајно пролази поред радње, где девојка аранжира цвеће на излогу. Сагиње се да узме цвет одбачен у олуку. Након кратког окршаја са својим старим непријатељима, продавцима новина, он се окреће ка излогу кроз који изненада угледа девојку, која га је посматрала, а да (наравно) није знала ко је он. Угледавши је, укочи се на неколико секунди, а онда се широко осмехне. Девојка је поласкана и кикоће се са својом помоћницом. Путем пантомиме кроз стакло нуди му свеж цвет (да замени онај који је узео из олука) и новчић.
Одједном посрамљен, скитница почиње да се удаљава, али девојка прилази вратима продавнице и поново нуди цвет, који он стидљиво прихвата. Узима његову руку и утискује новчић у њу, а затим нагло стаје и њен осмех се претвара у израз збуњености док препознаје додир његове руке. Прелази прстима дуж његове руке, рамена, ревера, а онда каже: „Ти?” Скитница клима главом и пита: „Сада видиш?” Девојка одговара: „Да, сада видим”, и са сузним осмехом притиска његову руку на срце. Растерећен и усхићен, скитница узвраћа осмех.

## Улоге
| Глумац            | Улога                                        |
| ----------------- | -------------------------------------------- |
| Чарли Чаплин      | скитница                                     |
| Вирџинија Черил   | слепа цвећарка                               |
| Флоренс Ли        | цвећаркина бака                              |
| Хари Мајерс       | ексцентрични милионер                        |
| Ал Ернест Гарсија | батлер                                       |
| Хенк Ман          | борац за награду                             |
| Роберт Париш      | дечак са новинама                            |
| Хенри Бергман     | градоначелник / цвећаркин комшија            |
| Еди Бејкер        | боксерски судија                             |
| Алберт Остин      | чистач улица / провалник                     |
| Џин Харлоу        | статисткиња у ноћном клубу (избрисана сцена) |

## Продукција

### Предпродукција
Чаплинов играни филм Циркус, објављен 1928. године, био је његов последњи филм пре него што је филмска индустрија прихватила снимање звука и привела крају еру немих филмова. Као сопствени продуцент и дистрибутер (делом власник United Artists-а), Чаплин је и даље могао да изда Светла велеграда као неми филм. Технички, филм је био кросовер, јер је имао синхронизовану музику и звучне ефекте, али без говорног дијалога. Дијалози су исписани између сцена. Чаплина је први пут контактирао проналазач Јуџин Августин Лост 1918. у вези са снимањем звучног филма, али се никада није срео са Лостом. Чаплин је гајио одбојност у вези са „разговорима” и рекао је једном новинару да ће „звучним филмовима дати три године, то је све”. Такође је био забринут како да прилагоди скитницу звучним филмовима.
Почетком 1928. Чаплин је почео да пише сценарио са Харијем Каром. Заплет је постепено прерастао из првобитног концепта који је Чаплин разматрао након успеха Циркуса, где циркуски кловн ослепи и мора да сакрије свој хендикеп од своје мале ћерке претварајући се да је његова неспособност да види лаж. Ово је било инспирација за слепу цвећарку. Прве сцене које је Чаплин смислио односиле су се на крај филма, где новоизлечена слепа цвећарка први пут види скитницу. Написан је веома детаљан опис сцене, пошто је Чаплин сматрао да је то централни део читавог филма.
Као подзаплет, Чаплин је првобитно разматрао лик неког још нижег на друштвеној скали, црног новинара. На крају се одлучио за пијаног милионера, лик који је раније коришћен у кратком филму Докона класа (1921). Заплет милионера био је заснован на старој идеји коју је Чаплин имао за кратки филм у којем би два милионера покупила скитницу са градске депоније и проводили се са њим у скупим клубовима пре него што би га оставили назад на сметлишту, па када би се пробудио, скитница не би знао да ли је то била стварност или сан. Ово је преправљено у милионера који је пријатељ скитнице када је пијан, али га не препознаје када је трезан.
Чаплин је званично започео предпродукцију филма у мају 1928. и ангажовао је аустралијског уметничког директора Хенрија Клајва да дизајнира сетове тог лета. Чаплин је касније дао Клајву улогу милионера. Иако је радња филма првобитно била смештена у Паризу, уметнички смер филма је инспирисан мешавином неколико градова. Роберт Шервуд је изјавио да је „то чудан град, са збуњујућим сличностима са Лондоном, Лос Анђелесом, Напуљем, Паризом, Тангером и Каунсил Бафсом. То истовремено представља све и ниједан град на земљи.”
Дана 28. августа 1928. године, Чаплинова мајка Хана Чаплин умрла је у 63. години. Чаплин је био узнемирен неколико недеља и предпродукција није настављена све до средине јесени. Психолог Стивен Вајсман је претпоставио да је филм веома аутобиографски, при чему слепа цвећарка представља Чаплинову мајку, док пијани милионер представља Чаплиновог оца. Вајсман је такође упоредио многе сцене у филму са локацијама из Чаплиновог детињства, као што је статуа у почетној сцени која подсећа на цркву Светог Марка на Кенингтон Парк Роуду и чињеницу да Чаплин ословљава докове као насип Темзе.
Чаплин је интервјуисао неколико глумица за улогу слепе цвећарке, али није био импресиониран ниједном. Док је посматрао снимање једног филма са женама које су се купале на плажи у Санта Моники, пронашао је случајну познаницу Вирџинију Черил. Она је махнула и питала га да ли ће икада добити прилику да ради са њим. Након низа лоших аудиција других глумица, Чаплин ју је на крају позвао на пробу. Она је била прва глумица која је због своје кратковидости суптилно и убедљиво глумила слепило пред камерама, након чега је потписала уговор 1. новембра 1928. године.

### Снимање
Снимање филма званично је почело 27. децембра 1928, након што су Чаплин и Кар радили на сценарију скоро читаву годину. На сету, Чаплин је био запажен по томе што је урадио много више „снимања без прекида” од осталих редитеља у то време. Продукција је почела са првом сценом на штанду са цвећем где се скитница први пут сусреће са слепом цвећарком. Сцена је снимана недељама, а Чаплин је почео да се двоуми о избору Черилове за улогу. Годинама касније, Черилова је изјавила: „Никад нисам волела Чарлија и он мене никада није волео.” У својој аутобиографији, Чаплин је преузео одговорност за своје тензије на сету са њом, окривљујући за сукоб стрес због снимања филма. „Довео сам себе у неуротично стање жеље за савршенством”, сећао се он. Снимање сцене је настављено до фебруара 1929. и поново десет дана почетком априла пре него што је Чаплин оставио сцену по страни да би се касније снимила. Затим је снимио почетну сцену у којој се скитница буди на новооткривеној јавној статуи. Ова сцена је укључивала до 380 статиста и била је посебно стресна за Чаплина за снимање. Током овог дела снимања, одвијала се изградња у Чаплиновом студију јер је град Лос Анђелес одлучио да прошири авенију Ла Бреа и Чаплин је био приморан да помери неколико зграда даље од пута.
Чаплин је затим снимио секвенцу у којој скитница први пут среће милионера и спречава га да изврши самоубиство. Током снимања, Хенри Клајв је изненада одлучио да не жели да скочи у резервоар хладне воде, због чега је Чаплин излетео са сета и отпустио Клајва. Убрзо га је заменио Хари Мајерс, кога је Чаплин познавао док је био под уговором у студију Keystone. Чаплин је завршио снимање ове сцене 29. јула 1929. са екстеријером на мосту у Пасадени. Чаплин је затим снимио секвенцу која је на крају исечена из филма у којој је скитница покушавао да извуче штап који је био заглављен у решетки. Сцена је укључивала младог Чарлса Ледерера; Чаплин је касније похвалио сцену, али је инсистирао да је треба исећи. Затим је наставио да снима сцене са милионером до 29. септембра 1929. године.
У новембру, Чаплин је поново почео да ради са Чериловом у неким мање драматичним сценама цвећарке. Док је чекала своје сцене неколико месеци, Черилова је постало досадно и отворено се жалила Чаплину. Током снимања једне сцене, Черилова је питала Чаплина да ли може да оде раније како би могла да стигне на време код фризера. Чаплин је отпустио Вирџинију Черил и заменио је Џорџијом Хејл, Чаплиновом колегиницом у филму Златна грозница. Иако се Чаплину допала њена проба, чак је и он схватио да је већ превише снимио да би поновио све сцене са цвећарком. Чаплин је такође накратко разматрао шеснаестогодишњу глумицу Вајолет Краут, али су га сарадници одвратили од ове идеје. Чаплин је коначно поново ангажовао Черилову да заврши своје сцене. Захтевала је и добила повишицу на 75 долара недељно. Отприлике седам минута Хејлиног тест снимка је сачувано и укључено је у ДВД издање; одломци су први пут виђени у документарцу Непознати Чаплин заједно са неискоришћеном уводном секвенцом.
Чаплин је потом доделио Флоренс Ли улогу цвећаркине баке и снимао је сцене са њом и Чериловом пет недеља. Крајем 1929. Чаплин је поново снимио прву  цвећаркину сцену са Чериловом. Овога пута, сцена је завршена за шест дана и Чаплин је био задовољан њеним наступом. Чаплин је већ снимао филм годину дана и био је завршио тек нешто више од пола посла. Од марта до априла 1930. Чаплин је снимао сцене унутар милионерове куће у градској кући на булевару Вилшир. За провалнике је ангажовао Џоа Ван Метера и Алберта Остина, које је познавао још из дана када је радио за Фреда Карна. У касно пролеће 1930. Чаплин је снимио последњу велику комичну сцену: бокс меч. Чаплин је ангажовао глумца Хенка Мана да игра противника скитнице. За сцену је било потребно 100 статиста; Чаплину је требало четири дана за пробу, а затим шест за снимање, између 23. и 30. јуна. Чаплин је у почетку био нервозан због присуства ове сцене па је позвао своје пријатеље да буду статисти. Било је присутно преко 100 статиста. Чаплинов наступ на сцени био је толико духовит да је свакодневно стизало све више људи да буду статисти.
У јулу и августу, Чаплин је завршио шест недеља мањих сцена, укључујући две сцене шиканирања скитнице од стране продаваца новина, где је једног глумио млади Роберт Париш.
У септембру 1930. Чаплин је завршио снимање култне завршне сцене које је трајало шест дана. Чаплин је рекао да је задовољан Черилиним наступом у сцени и да је она на крају схватила улогу. Говорећи о свом стилу режије на сету, Чаплин је изјавио да је „све што радим плес. Мислим у смислу плеса. Мислим више у Светлима велеграда”.
Од октобра до децембра 1930. Чаплин је монтирао филм и креирао картице са титловима. Када га је завршио, неми филмови су постали генерално непопуларни. Међутим, Светла велеграда је био један од великих финансијских и уметничких успеха Чаплинове каријере, и био је њему лично омиљени филм који је снимио. Нарочито му је драга завршна сцена, за коју је изјавио: „У Светлима велеграда само последња сцена... Не глумим... Скоро да се извињавам, стојим испред себе и гледам... То је прелепа сцена, прелепа, и зато што није превише глумљена.”
Количина филма коришћена за Светла велеграда била је неуобичајена за то време и била је знак дугог процеса продукције. Чаплин је снимио 314.256 стопа филма, а завршени филм је био дугачак 8.093 стопа. Ово је направило однос снимања од приближно 38,8 стопа филма за сваку стопу филма који је направио у коначној верзији.

### Музика
Ово је био први пут да је Чаплин компоновао филмску музику за једну од својих продукција. Док је Чаплин више волео да његови филмови имају звук уживо, до 1930-их већина биоскопа се решила својих оркестара. Многи од његових критичара су тврдили да је то радио да би добио више заслуга. Чаплин, чији су родитељи и многи чланови породице Чаплин били музичари, мучио се са професионалним музичарима које је ангажовао и преузео је на себе да компонује партитуру. Написана је за шест недеља са Артуром Џонстоном и укључивала је преко стотину музичких знакова. Чаплин је рекао једном новинару да „ја то заиста нисам записао, већ Артур Џонсон, и волео бих да му одате признање јер је урадио веома добар посао. Све је то једноставна музика, знате, у складу са мојим карактером.” Намера је била да се направи партитура која ће превести емоције ликова кроз своје мелодије. Партитура је снимљена за пет дана са музичким аранжером Алфредом Њуманом.
Главна тема која се користи као лајтмотив за слепу цвећарку је песма „La Violetera” („Ко ће купити моје љубичице”) шпанског композитора Хозеа Падиље. Чаплин није успео да обезбеди извођачицу оригиналне песме, Ракел Мелер, за главну улогу, али је ипак користио њену песму као главну тему. Чаплин је изгубио парницу од Падиље (која се одиграла у Паризу, где је Падиља живео) јер га није потписао. Нека модерна издања филма објављена за видео медије укључују нови снимак Карла Дејвиса.

## Пријем
Две недеље пре премијере, Чаплин је одлучио да одржи необјављену претпремијеру у лосанђелеском Тауер театру. Овај догађај је прошао лоше, привлачећи малу и неентузијастичну публику. Бољи резултати су виђени на гала премијери 30. јануара 1931. у биоскопу Лос Анђелес. Алберт Ајнштајн и његова супруга били су почасни гости, а филм је добио овације. Након тога је премијерно приказан у биоскопу Џорџ М. Кохан у Њујорку где је Чаплин пажљиво надгледао издање, проводећи дан радећи интервјуе, а претходно је потрошио 60.000 долара на рекламе, јер је био фрустриран оним што су публицисти из судија урадили. Чаплин је тражио половину укупне бруто зараде, а с обзиром на то да би публику више привукао сам филм него његова технологија, захтевао је веће цене карата у поређењу са звучним филмовима.
Чаплин је био нервозан због пријема филма јер су неми филмови до тада постајали застарели, а претпреглед је поткопао његово самопоуздање. Ипак, филм је постао један од Чаплинових финансијски и критички најуспешнијих остварења. Након доброг пријема америчке публике, са процењеним биоскопским изнајмљивањима од 2 милиона долара, од чега је четвртина дошла од 12-недељног издања у Кохану, Чаплин је отишао на шеснаестодневну светску турнеју између фебруара и марта 1931, почевши од премијере у лондонском Доминион театру 27. фебруара. Филм је одушевљено примљен од стране публике из доба Депресије, зарадивши 4,25 милиона долара од изнајмљивања широм света током његовог првобитног издања.
Рецензије су углавном биле позитивне. Филмски критичар за Los Angeles Examiner је изјавио да нам „Чарли није направио такву оргију смеха од када сам прегледао прве Чаплинове комедије у данима са два колута”. Рецензент часописа The New York Times, Мордонт Хол, сматрао је да је ово „филм који је урађен уметношћу вредном дивљења”. Variety је изјавио да ово „није најбољи Чаплинов филм”, али да су одређене секвенце „смешне”. The New Yorker је написао да је ово „у поређењу са његовим другим [филмовима], можда мало боље од било ког од њих” и да је одавало утисак „који се не често − заправо, врло ретко − не може наћи у филмовима; неодредиви утисак који се можда најбоље описује као квалитет шарма.” С друге стране, Александар Бакши из часописа The Nation био је веома критички настројен према Светлима велеграда, приговарајући због немог формата и претеране сентименталности, уз то описујући га као „Чаплиновог најслабијег”.
Популарност филма је опстала, са поновним објављивањем филма 1950. године, поново позитивно примљеном од стране публике и критике. Године 1949, критичар Џејмс Ејџи је написао у часопису Life да је последња сцена „најбоља глума икада забележеном на целулоиду”. Ричард Мериман је последњу сцену назвао једним од најбољих тренутака у историји филма. Чарлс Силвер, кустос филма у Музеју модерне уметности, изјавио је да је филм толико цењен јер је донео нови ниво лирског романтизма који се није појављивао у ранијим Чаплиновим делима. Додаје да је, као и сваки романтизам, заснован на порицању стварног света око себе. Када је филм премијерно приказан, Чаплин је био много старији, био је усред још једне рунде правних битака са бившом супругом Литом Греј, а економска и политичка клима у свету се променила. Чаплин користи цвећаркино слепило да подсети скитницу на несигурну природу романтизма у стварном свету, док га она несвесно напада више пута. Критичар са сајта Film.com, Ерик Д. Снајдер, рекао је да је до 1931. већина холивудских филмских стваралаца или прихватила звучне филмове, помиривши се са њиховом неизбежношћу или је једноставно одустала од снимања филмова, али да је Чаплин чврсто држао своју визију у овом пројекту. Такође је приметио да је мало ко у Холивуду имао моћ да сними неми филм у том касном периоду, а камоли да то уради добро. Један од разлога је био тај што је Чаплин знао да скитница не може да се прилагоди звучним филмовима и да и даље функционише.
Неколико познатих редитеља похвалило је Светла велеграда. Орсон Велс је изјавио да је то његов омиљени филм. У интервјуу 1963. у америчком часопису Cinema, Стенли Кјубрик је Светла велеграда оценио као пети међу својих десет омиљених филмова. Године 1972, познати руски режисер Андреј Тарковски ставио је Светла велеграда на пето место међу својих десет омиљених и рекао за Чаплина: „Он је једина особа која је ушла у историју филма без икакве сумње. Филмови које је оставио су безвремени.” Признати француски режисер Роберт Бресон сместио је овај филм као први и други међу својих десет најбољих филмова свих времена. Џорџ Бернард Шо је назвао Чаплина „јединим генијем који је изашао из филмске индустрије”. Прослављени италијански режисер Федерико Фелини често је хвалио овај филм, а његове Ноћи Кабирије се позивају на њега. У документарцу Чарли: Живот и уметност Чарлса Чаплина из 2003. године, Вуди Ален је рекао да је то Чаплинов најбољи филм. Кажу да је Ален базирао последњу сцену свог филма Менхетн из 1979. на последњој сцени Светала велеграда. Чаплинов биограф Џефри Венс је сажео све најбоље критике и све запажене филмске ствараоце који су издвојили Светла велеграда као свој омиљени Чаплинов филм током деценија у аудио коментарској нумери Criterion колекције за филм. Венс је написао да се међу свим похвалама датим филму може додати да „Светла велеграда такође имају одликовање да су Чаплинов омиљени од свих његових филмова”.
Француски експериментални музичар и филмски критичар Мишел Шион написао је анализу Светала велеграда, објављену као Les Lumières de la ville. Славој Жижек је користио овај филм као примарни пример у свом есеју „Зашто писмо увек стиже на своје одредиште?”. Филмски критичар Роџер Иберт из часописа Chicago Sun-Times дао је филму четири звездице од четири написавши да филм „садржи слепстик, патос, пантомиму, физичку координацију без напора, мелодраму, развратност, грациозност и, наравно, скитницу − лик за кога је својевремено речено да је био најпознатија слика на свету.” Додао је филм на своју листу сјајних филмова. Чаплиново оригинално одело „скитнице” из овог филма донирано је Музеју природне историје округа Лос Анђелес.
Филм је објављен на Blu-ray и DVD издањима у двоструком формату од стране издавача Criterion Collection 2013. године, а оба укључују трејлере филма, архивске снимке из продукције и аудио коментаре Чаплиновог биографа и проучавалаца Џефрија Венса, између осталог. Нову насловницу илустровао је канадски карикатуриста Сет.

### Награде
Године 1952. часопис Sight & Sound је открио резултате своје прве анкете за „Најбоље филмове свих времена”; Светла велеграда је изгласан као #2, након филма Крадљивци бицикала Виторија де Сике. Године 2002. филм је смештен на 45. месту на листи критичара. Исте године, редитељи су одвојено анкетирани и филм су рангирали на 19. место у укупном поретку. Године 1991. Конгресна библиотека је одабрала Светла велеграда за очување у Националном регистру филмова Сједињених Држава због свог „културног, историјског или естетског значаја”. Године 2007, за десетогодишњицу издавања листе Америчког филмског института (АФИ), 100 година... 100 филмова, Светла велеграда је рангиран као 11. најбољи амерички филм свих времена, што је побољшање у односу на 76. позицију на оригиналној листи. АФИ је такође одабрао филм за најбољу романтичну комедију америчке кинематографије на листи 10 топ 10 из 2008. године. Скитница се нашао на 38. месту на АФИ-јевој листи 50 најбољих хероја, а филм је рангиран на 38. место међу најсмешнијим филмовима, 10. место међу најбољим љубавним причама, и 33. место на листи најинспиративнијих филмова.
Филм је препознат од стране Америчког филмског института на овим листама:
- 1998: 100 година АФИ-ја... 100 филмова – #76[83]
- 2000: 100 година АФИ-ја... 100 комедија – #38[84]
- 2002: 100 година АФИ-ја... 100 љубавних прича – #10[85]
- 2003: 100 година АФИ-ја... 100 хероја и негативаца:
  - Скитница – херој #38[86]
- 2006: 100 година АФИ-ја... 100 инспирација – #33[87]
- 2007: 100 година АФИ-ја... 100 филмова (10. годишњица) – #11[88]
- 2008: АФИ-јевих 10 топ 10:
  - Романтична комедија #1[89]

The Village Voice је поставио филм на 37. место на листи 250 најбољих филмова 20. века 1999. године, на основу анкете критичара. Филм је 2005. уврштен на листу часописа Time, 100 најбољих филмова свих времена. Године 2006, часопис Première је објавио своју листу 100 најбољих перформанса свих времена, стављајући Чаплинову улогу скитнице на 44. место. Филм је рангиран на седамнаестом месту на листи 100 најбољих филмова часописа Cahiers du Cinéma, према анкети из 2008. од 78 филмских историчара и критичара коју је организовао Клод-Жан Филип. Године 2012. према анкетама часописа Sight & Sound, филм је рангиран као 50. најбољи филм икада снимљен у анкети критичара и 30. у анкети режисера. У ранијој верзији листе из 2002. филм се нашао на 45. месту међу критичарима и на 19. међу редитељима. Године 2015. филм је смештен на 18. месту BBC-јеве листе 100 најбољих америчких филмова, за коју су гласали филмски критичари из целог света. Филм је изабран за 21. место на листи 100 најбољих комедија свих времена у анкети од 253 филмска критичара из 52 земље коју је спровео BBC 2017. године. Године 2021. филм се нашао на 16. месту на листи 100 најбољих филмова свих времена часописа Time Out.